# Antonina Wiktorowna Machina
Antonina Wiktorowna Machina, ab 1985 Antonina Wiktorowna Dumtschewa und ab 1992 Antonina Wiktorowna Selikowitsch (russisch Антонина Викторовна Махина-Думчева-Зеликович; * 4. März 1958 in Rjasan) ist eine ehemalige sowjetische Ruderin, die 1992 für die Gemeinschaft Unabhängiger Staaten und danach für Russland antrat.

## Sportliche Karriere
Die 1,78 m große Antonina Machina ruderte für Spartak Moskau. Bei den Olympischen Spielen 1980 belegte sie in ihrem Vorlauf den dritten Platz hinter der Rumänin Sanda Toma und Martina Schröter aus der DDR. Nachdem Machina dem Hoffnungslauf gewonnen hatte, belegte sie im zweiten Halbfinale den zweiten Platz hinter Schröter. Im Finale siegte Sanda Toma mit einer knappen Sekunde Vorsprung vor Machina, Schröter kam fast zwei Sekunden nach Machina als Dritte ins Ziel. Bei den Weltmeisterschaften 1981 siegte Machina zusammen mit Margerita Kokarewitsch im Doppelzweier vor den Booten aus der DDR und aus Bulgarien. 1982 gewannen bei den Weltmeisterschaften in Luzern Jelena Bratischko und Antonina Machina vor dem Zweier aus der DDR und den Kanadierinnen. 1983 in Duisburg siegte der Doppelzweier aus der DDR mit Martina Schröter und Jutta Schenk vor Jelena Bratischko und Antonina Machina. An den Olympischen Sommerspielen 1984 konnten die Boote aus dem Ostblock wegen des Olympiaboykotts nicht teilnehmen.
Nach ihrer Heirat ruderte Antonina Machina ab 1985 als Antonina Dumtschewa. Bei den Weltmeisterschaften in Hazewinkel bildeten Antonina Dumtschewa, Natalia Grigorjewa, Jelena Chlopzewa und Jelena Bratischko einen Doppelvierer, der die Silbermedaille hinter dem Boot aus der DDR gewann. 1986 startete Dumtschewa im Einer und gewann bei den Weltmeisterschaften in Nottingham die Bronzemedaille hinter Jutta Behrendt aus der DDR und der Bulgarin Magdalena Georgiewa. 1987 saß Dumtschewa wieder im Doppelvierer, bei den Weltmeisterschaften in Kopenhagen erhielten Switlana Masij, Marina Schukowa, Iryna Kalimbet und Antonina Dumtschewa die Bronzemedaille hinter den Booten aus der DDR und aus Bulgarien. Bei den Olympischen Spielen in Seoul 1988 gewann der Doppelvierer aus der DDR vor Iryna Kalimbet, Switlana Masij, Inna Frolowa und Antonina Dumtschewa.
Nach drei Jahren Pause kehrte Dumtschewa als Antonina Selikowitsch zurück und gehörte zum Olympiaaufgebot der Gemeinschaft Unabhängiger Staaten (GUS). Bei der olympischen Regatta in Barcelona erkämpften Antonina Selikowitsch, Tetjana Ustjuschanina, Kazjaryna Karsten und Jelena Chlopzewa die Bronzemedaille hinter dem deutschen Doppelvierer und den Rumäninnen. Bei den Weltmeisterschaften 1993 und 1994 trat Selikowitsch mit dem russischen Doppelvierer an und belegte jeweils den fünften Platz.